# Sarb
Sarb [zarb'] (russisch Зарбь) ist ein Dorf im Rajon Bratsk der Oblast Irkutsk. Es liegt etwa 80 Kilometer südwestlich von der Stadt Bratsk entfernt auf einer Höhe von 425 Metern über dem Meeresspiegel zwischen zwei Armen von Zuflüssen des Bratsker Stausees. Die nächsten Nachbarorte sind das etwa 5 Kilometer nordöstlich gelegene Bely Swet (Белый Свет) und das 8,5 Kilometer südlich gelegene Tangui (Тангуй), Sitz der Landgemeinde Tanguiskoje munizipalnoje obrasowanije, zu der Sarb gehört. Haupteinnahmequelle des Ortes ist die Landwirtschaft. Es herrscht kaltgemäßigtes Klima.